# Moreno Winterstein
Lucien Moreno Winterstein (Moselle, 1963) is een Franse jazzgitarist in de traditionele gipsy jazz. Hij treedt op onder de naam Moreno.
Moreno kreeg les van zijn vader en broers. Zijn voorbeelden waren Dorado en Tchavolo Schmitt. Als straatmuzikant in Toulon ontmoette hij Tchan Tchou Vidal, die hem verder vormde. tevens trad hij met Vidal op. In Saintes-Maries-de-la-Mer kreeg hij het advies van Manitas de Plata naar Parijs te gaan. Hier begon hij een groep met zangeres Marina. Met de collega-gitaristen Angelo Debarre, Tchavolo Schmitt en Ninine Garcia trad hij op in de film Les Fils du Vent van Bruno Le Jean, die in 2003 ook op Dvd uitkwam. Moreno is te horen op opnames van Robert de Brasov en Hot Club de Norvège.

## Discografie (selectie)
- Yochka (Al Sur, 1995)
- Moreno Boléro (Al Sur, 1996)
- Angelo Debarre/Moreno Trio Romano Baschepen (Al Sur, 1998)
- Electric! (Al Sur, 1998)
- Moreno and Marina Quartet Jazz Tsigane (Nord Sud Music 2005)
- Django's club (Nocturne 2007)
- Moreno Orkestra et Samson Schmitt présentent Liouba (2011, met Liouba Kortchinskaia, Nikak Ivanovitch, Jérôme Etcheberry, Claudius Dupont, François Ricarol)